# 살바 아프카자바
살바 아프카자바(조지아어: შალვა აფხაზავა, Shalva Apkhazava, 1980년 8월 14일 코불레티 ~ 2004년 1월 7일 키예프)는 조지아의 전 축구 공격수였다.
1995년 조지아의 FC 카카베리 켈바차우리에서 데뷔했으며, 1997년 FC 디나모 바투미로 이적해 활약하였다. 이후 2002년 뱌체슬라프 흐로즈니의 부름으로 우크라이나 프리미어리그의 FC 아르세날 키예프로 팀을 옮겼으며, 2002-03 시즌 26경기에서 14골을 득점해 득점 순위 4위에 오르는 등 좋은 활약을 펼쳤다.
또한 2003년 조지아 축구 국가대표팀의 일원으로 활약하기도 했다. 2004년 1월 7일 우크라이나에 있는 자신의 집에서 잠을 자던 도중에 심정지로 사망했다.